# Кундиренко, Серафима Георгиевна
Серафи́ма Гео́ргиевна Кундире́нко (7 июля 1919 — 8 декабря 2005) — советская волейболистка и волейбольный тренер, игрок сборной СССР (1949—1952), нападающая. Чемпионка мира 1952, двукратная чемпионка Европы (1949, 1951), 4-кратная чемпионка СССР, заслуженный мастер спорта СССР (1951), заслуженный тренер СССР (1960).

## Биография
Родилась 7 июля 1919 года в Москве.
Выступала за команды: 1937—1940 — «Металлург» (Москва), 1945 — «Строитель» (Москва), 1946—1955 — «Динамо» (Москва). 4-кратная Чемпионка СССР 1947, 1951, 1953, 1955, 2-й призёр союзных первенств 1949, 1952, 3-й призёр 1948, 1950. Обладатель Кубка СССР 1950, 1951.
В составе сборной СССР выступала в 1949—1952 годах. В её составе стала чемпионкой мира 1952, двукратной чемпионкой Европы 1949 и 1951.
После окончания игровой карьеры Серафима Кундиренко работала тренером. В 1957—1965 — старший тренер московского «Динамо», чемпиона СССР 1960 и 1962, серебряного призёра союзных первенств 1957 и 1958. В 1960 году — тренер женской сборной СССР, чемпиона мира.
Серафима Кундиренко — участник Великой Отечественной войны. Служила в роте связи ВВС Черноморского флота.
Умерла в Москве 8 декабря 2005 года. Похоронена на Пятницком кладбище в Москве. 

## Награды
- Орден «Знак Почёта» (16.09.1960) — за успешные выступления в XVII летних и VIII зимних Олимпийских играх 1960 года, а также за выдающиеся спортивные достижения[1]
- Орден Отечественной войны II степени
- Орден «За заслуги перед Отечеством» IV степени
- Медаль «За оборону Кавказа»
- Медаль «За победу над Германией в Великой Отечественной войне 1941—1945 гг.»